# Bedford M-Serie

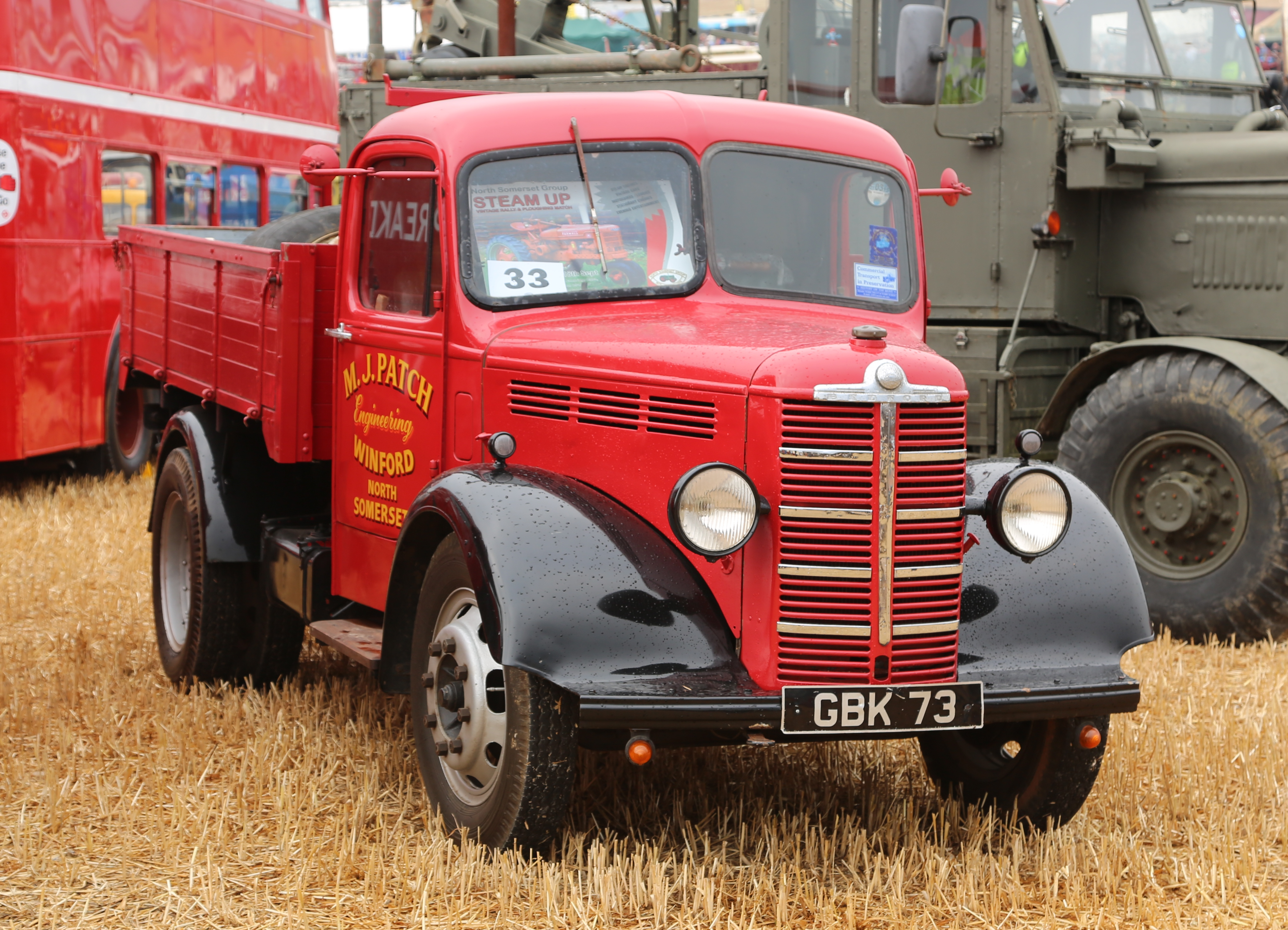
Bedford MSD

Die Bedford M-Serie war ein LKW-Fahrgestell, das Bedford seit 1939 herstellte. Das Fahrgestell besaß Hinterradantrieb und war für eine Nutzlast von 2 bis 3 Tonnen ausgelegt. Es gab zwei Radstände, 3.048 mm und 3.632 mm. Motorisiert war es in jedem Fall mit einem Reihensechszylinder-Benzinmotor. 
Über eine Einscheibentrockenkupplung, ein manuelles Vierganggetriebe und ein Schneckengetriebe wurde die Motorkraft an die schwimmend gelagerte Hinterachse weitergeleitet. Die hydraulisch betätigten Bremsen kamen von Lockheed und sind mit einem Bremskraftverstärker ausgestattet.
Es gab sieben Varianten der M-Serie:
MS – kurzer Radstand 3.048 mm
- MSZ : Fahrgestell ohne Aufbau
- MSC : Fahrgestell mit Führerhaus
- MSD : Seitenkipper
- MST : normaler Kipper

ML – langer Radstand 3.632 mm
- MLZ : Fahrgestell ohne Aufbau
- MLC : Fahrgestell mit Führerhaus
- MLD : Seitenkipper